# Karl von Rheinbaben
Karl Heinrich Traugott baron von Rheinbaben (né le 1er novembre 1781 à Soldin et mort le 3 mai 1843 à Neisse) est un lieutenant général prussien et seigneur de Reichenau et chanoine du monastère collégial Saint-Pierre-et-Saint-Paul (de) d'Halberstadt.

## Biographie

### Origine
La famille von Rheinbaben reçoit le statut de baron impérial en 1736 des mains du chancelier de Saxe-Weimar Georg Wilhelm von Rheinbaben. Heinrich est le fils du capitaine prussien, chef de la compagnie des invalides du 39e régiment d'infanterie « von Crousaz (de) », Kaspar Heinrich von Rheinbaben (1743-1809) et son épouse Karoline Sophie, née Rolla du Rosey (morte en 1793).

### Carrière militaire
Rheinbaben rejoint le régiment de hussards du Corps de l'armée prussienne en tant que Junker le 1er novembre 1795 et est promu sous-lieutenant à la mi-avril 1803. Durant la guerre de la Quatrième Coalition, il participe aux batailles près de Letzlingen et de Gadebusch, se distingue à Criewitz et est mis inactif après la capitulation de Ratekau le 22 novembre 1806.
Après la paix de Tilsit, Rheinbaben rejoint le régiment de hussards de Brandebourg en février 1808 et travaille avec les escadrons en Poméranie à partir du 20 juin 1808. Fin avril 1809, il prend sa retraite en tant que capitaine avec l'autorisation de porter son uniforme militaire. À l'approche des guerres napoléoniennes, Rheinbaben retourne dans l'armée et est initialement affecté au régiment de hussards de Brandebourg en tant que premier lieutenant le 18 mai 1813. Le 19 septembre 1813, il est transféré à l'adjudant-major, où il sert comme adjudant du colonel von Hobe. Pendant la guerre, il participe aux batailles de Wittstock, Hertzogenbusch, Audenarde, Courtray, Soissons, Wavre, Namur ainsi qu'aux batailles de Großbeeren, Dennewitz, Leipzig et Ligny. Rheinbaben reçoit la croix de fer de 2e classe pour Neuß et pour Waterloo la 1re classe.
Le 21 février 1815, il est promu capitaine et le 6 mars 1815, Rheinbaben devient adjudant du désormais major général von Hobe, qui commande désormais la cavalerie de réserve du 3e corps d'armée. À ce poste, il devint major le 2 octobre 1815 et, à partir du 29 novembre 1816, adjudant dans la brigade des troupes de Posen. Le 6 mars 1817, il est mis à la disposition de l'état-major à Berlin. Rheinbaben est affecté à l' état-major le 30 mars 1819. À partir de mai 1819, son salaire d'officier d'état-major est de 1 900 thalers par an. Le 12 avril 1822, il devient chef de section d'un théâtre militaire à l'état-major et reçoit la Croix de Service en 1825. Fin mars 1828, il est nommé chef d'état-major du 4e corps d'armée et promu lieutenant-colonel un an plus tard avec un brevet daté du 10 avril 1829. Le 18 janvier 1830, il reçoit l'Ordre de Saint-Jean et le 5 avril 1830, il rejoint le 6e corps d'armée comme chef d'état-major général. Rheinbaben est ensuite remis en service sur le terrain, devenant commandant le 30 mars 1831. 7e régiment de hussards et promu colonel le 30 mars 1832. À l'occasion de la revue de Kalisch, Rheinbaben reçoit l'Ordre de Sainte-Anne de 2e classe des mains de l'empereur Nicolas Ier. Le 30 mars 1838, il prend le commandement de la 12e brigade de cavalerie à Neisse et est affecté au 7e régiment de hussards. Le 30 mars 1839, il est promu major général. À ce titre, le roi Frédéric-Guillaume IV lui décerne le 12 septembre 1841 l'ordre de l'Aigle rouge de 2e classe avec feuilles de chêne. Pour cause de maladie, Rheinbaben quitte le service militaire le 15 mars 1843 avec le grade de lieutenant général et pension. Il décède le 3 mai 1843 à Neisse et est inhumé au cimetière de Ziegel-Barriere. Dans son évaluation, le général de division von Barnekow (de) écrit : « Caractère vif, officier de cavalerie pratique, plein de zèle pour le service, formé scientifiquement et s'efforçant sans relâche de travailler au profit du service le plus élevé. »

### Famille
Rheinbaben se marie avec Dorothea Maria Amalie Bauck (1789-1810) le 20 juillet 1809 à Kasimirsburg (arrondissement de Köslin (de)). Le mariage donne naissance à leur fils Theodor August Heinrich (1810-1864), qui prend sa retraite en tant que capitaine et est marié à Josepha Baby. Après la mort de sa première femme, Rheinbaben se marie avec Adelheide Wilhelmine Helen von Zychlinski (1787-1855) le 29 janvier 1812 à Treppeln (arrondissement de Guben (de)). Le couple a deux enfants :
- Albert (1813-1880), général de cavalerie prussien marié avec Natalie von Mandelsloh (de) (1829-1906)
- Maria (1817-1909) mariée avec Fedor von Winckler (1813-1895), lieutenant général prussien